# Francesco Fontana (Architekt)

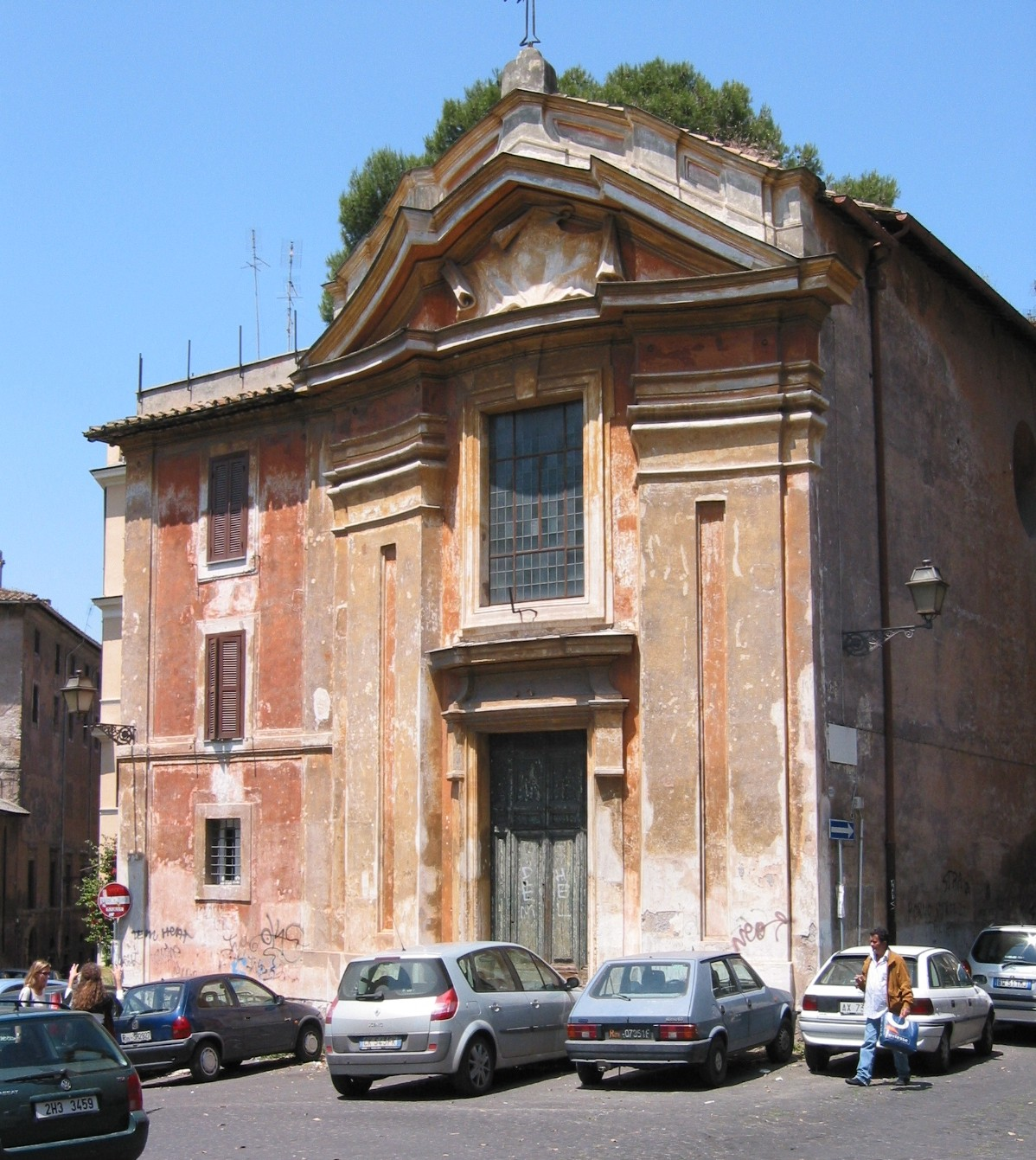
Francesco Fontana: Fassade der kirche Santa Maria della Neve al Colosseo, Rom, 1705

Francesco Fontana  (* 23. April 1668 in Rom; † 3. Juli 1708 in Castelgandolfo) war ein schweizer-italienischer Architekt des Barock.

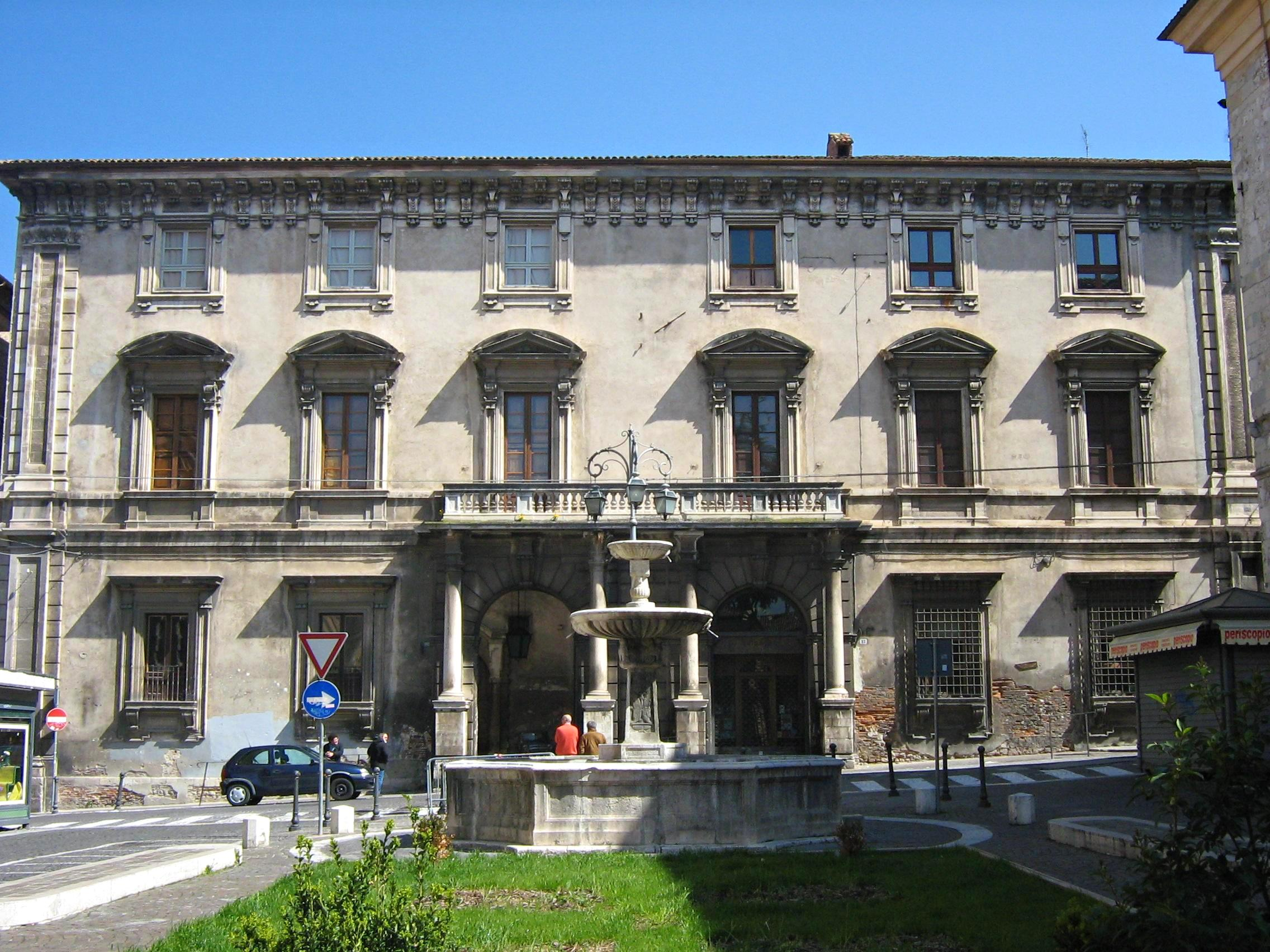
Francesco Fontana: Palast Pica Alfieri, L’Aquila

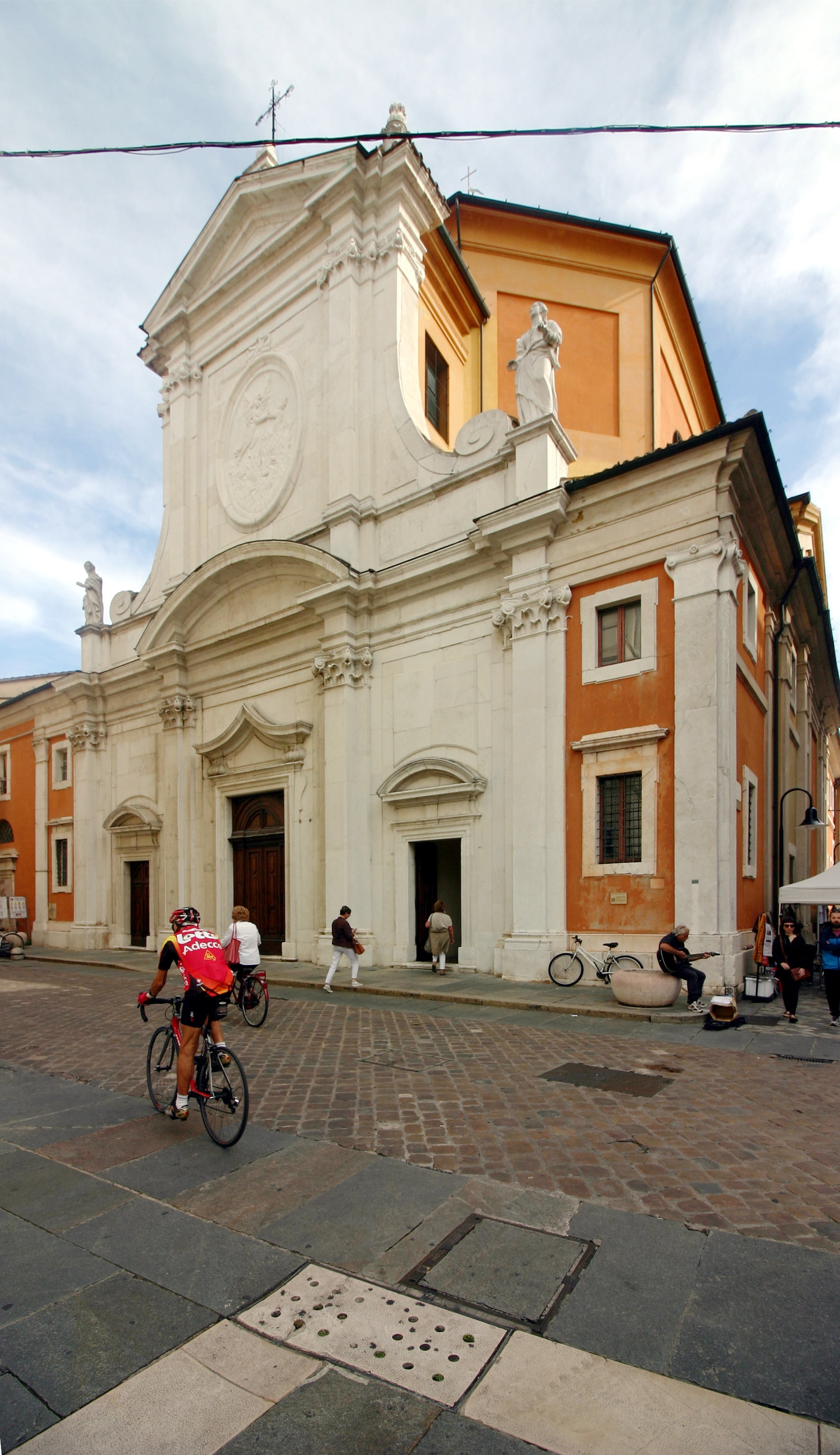
Francesco Fontana: Kirche Santa Maria del Suffragio, Ravenna

## Leben
Sohn des Architekten Carlo Fontana aus Novazzano und auch dessen Schüler und Mitarbeiter. Eine seiner ersten Arbeiten war in den Jahren 1694–1698 die Kapelle San Gesualdo in der Kathedrale von Velletri, die im Auftrag des Kardinals Alderano Cibo errichtet wurde. 1695 wurde er Kardinalpräfekt der Acqua Felice und publizierte ein Jahr später eine Abhandlung über diese Wasserleitung, die Sixtus V. unter Nutzung römischer Bauten errichten ließ. 
In den Jahren 1696 bis 1699 arbeitete er im Auftrag des Kardinals Bandino Panciatichi an dessen Palast in Florenz. Von 1697 bis 1701 errichtete er das Querhaus der von Ottaviano Mascherino entworfenen Kirche San Salvatore in Lauro. Auf ihn oder seinen Vater geht ein Entwurf für den Fuldaer Dom zurück, der jedoch nicht verwirklicht wurde. Von 1701 bis 1705 führte er in Rom den Umbau von S. Pietro in Vincoli durch und errichtete die Fassade der Kirche Santa Maria della Neve al Colosseo. 
Sein Hauptwerk ist der Neubau der römischen Kirche Santi XII Apostoli, der im Auftrag von Clemens XI. 1701–1724 (nach seinem Tod durch seinen Vater und Nicola Michetti) ausgeführt wurde. Er arbeitete auch im Vatikanstadt am Belvederhof und restaurierte das Modell für die Kuppel des Petersdoms von Michelangelo. In Castel Gandolfo erbaute er sich eine Landvilla, in der er 1708 starb. 1717 wurde sie von Kardinal Camillo Cybo-Malaspina erworben und seither Villa Cybo genannt; Clemens XIV. erwarb diese 1773 zur Erweiterung der Parkanlagen des benachbarten Papstpalastes. 
Francesco Fontana war eng mit Filippo Juvarra befreundet, der auch sein Grabmal entwarf.